# Сідар-Лейк (Вісконсин)
Сідар-Лейк (англ. Cedar Lake) — місто (англ. town) в США, в окрузі Беррон штату Вісконсин. Населення — 1076 осіб (2020).

## Демографія
Згідно з переписом 2010 року, у місті мешкало 948 осіб у 440 домогосподарствах у складі 314 родин. Було 1013 помешкання
Расовий склад населення:
| - 97,9 % — білих - 0,4 % — корінних американців - 0,2 % — чорних або афроамериканців |

До двох чи більше рас належало 1,4 %. Частка іспаномовних становила 0,8 % від усіх жителів.
За віковим діапазоном населення розподілялося таким чином: 13,2 % — особи молодші 18 років, 61,2 % — особи у віці 18—64 років, 25,6 % — особи у віці 65 років та старші. Медіана віку мешканця становила 53,3 року. На 100 осіб жіночої статі у місті припадало 107,4 чоловіків;  на 100 жінок у віці від 18 років та старших — 105,8 чоловіків також старших 18 років.
Середній дохід на одне домашнє господарство  становив 62 714 долари США (медіана — 54 348), а середній дохід на одну сім'ю — 69 482 долари (медіана — 61 053). Медіана доходів становила 38 942 долари для чоловіків та 35 000 доларів для жінок. За межею бідності перебувало 8,2 % осіб, у тому числі 0,0 % дітей у віці до 18 років та 9,7 % осіб у віці 65 років та старших.
Цивільне працевлаштоване населення становило 477 осіб. Основні галузі зайнятості: освіта, охорона здоров'я та соціальна допомога — 19,7 %, виробництво — 18,7 %, будівництво — 18,4 %.